# 絶対
「絶対」（ぜったい）は、2014年12月3日、ビーイングから発売された新山詩織の5枚目のシングル。

## 解説
日々葛藤する10代の心情をストレートにつづったメッセージソングで、新山は10代である自分自身を見つめ直しつつ、通常よりも長い期間をかけてこの曲を制作した。初回限定盤には表題曲のPVを収めたDVD、LIVE盤には4月に東京・WWWで行われたワンマンライブ「1stライブツアー『しおりごと』」より5曲のライブ映像を収録したDVDがそれぞれ付属する。
表題曲はTBS系情報番組「王様のブランチ」（12月度・1月度）、テレビ金沢「となりのテレ金ちゃん」及びチバテレビ「MUSIC LAUNCHER」12月度エンディング・テーマ、カップリング「分かってるよ」は「SHORT MOVIE CRASH」の一環で上映されるショート映画「寄り添う」主題歌。

## 批評
CDジャーナルは「ぽつりぽつりと単語を落としていくような無造作な淡白さと、ことばを確実に伝えたいという熱い思いが同居する声で、迷いや恐れでゆれる心の葛藤をストレートに歌っている。やや中性的な声が印象深い」と評した。

## 収録曲
全曲 作詞・作曲：新山詩織　編曲：笹路正徳（特記以外）

### CD
1. 絶対
2. 分かってるよ
3. 絶対 (instrumental)

### DVD
初回限定盤
1. 絶対 (Music Video)

LIVE盤
1. Don't Cry
2. ひとりごと
作曲：吉木絵里子
3. だからさ
4. 今 ここにいる
作曲：h-wonder
5. ゆれるユレル
作曲：新山詩織・RYOTARO

## レコーディング参加
- 新山詩織 - ボーカル、アコースティックギター
  - 美久月千晴 - ベース
  - 河村智康 - ドラム
  - 笹路正徳 - キーボード、ブルースハープ